# James Cullen
Padre James Cullen (Drogheda, 18 aprile 1867 – 7 dicembre 1933) è stato un gesuita, matematico e insegnante irlandese.
Studiò, per breve tempo, matematica al Trinity College di Dublino, per poi volgersi allo studio della teologia. Fu ordinato sacerdote gesuita il 1 ° luglio 1901.
Nel 1905, tenne corsi di matematica al College di Mount St. Mary nel Derbyshire e, lo stesso anno, fece pubblicare il risultato dei suoi studi sulla teoria dei numeri. Egli definì i numeri naturali di Cullen i quali assumono la forma {\displaystyle C_{n}=n2^{n}+1}.